# Leonardi della Rovere
La famiglia Leonardi Della Rovere o Conti di Montelabbate Della Rovere erano una famiglia Pesarese che si stabilì in Moravia nel XVIII secolo.

## Le origini
La storia di famiglia inizia con Giovan Giacomo Leonardi (1498-1562) di Pesaro. Era un diplomatico e un costruttore di fortezze. Nel 1540, il duca Guidobaldo II della Rovere lo nominò conte di Montelabbate e permise a lui e ai suoi successori di usare il nome della dinastia Della Rovere come cognome. La famiglia visse per secoli nel castello di Montelabbate e in un palazzo a Pesaro, che è stato conservato fino ad oggi.

## Moravia

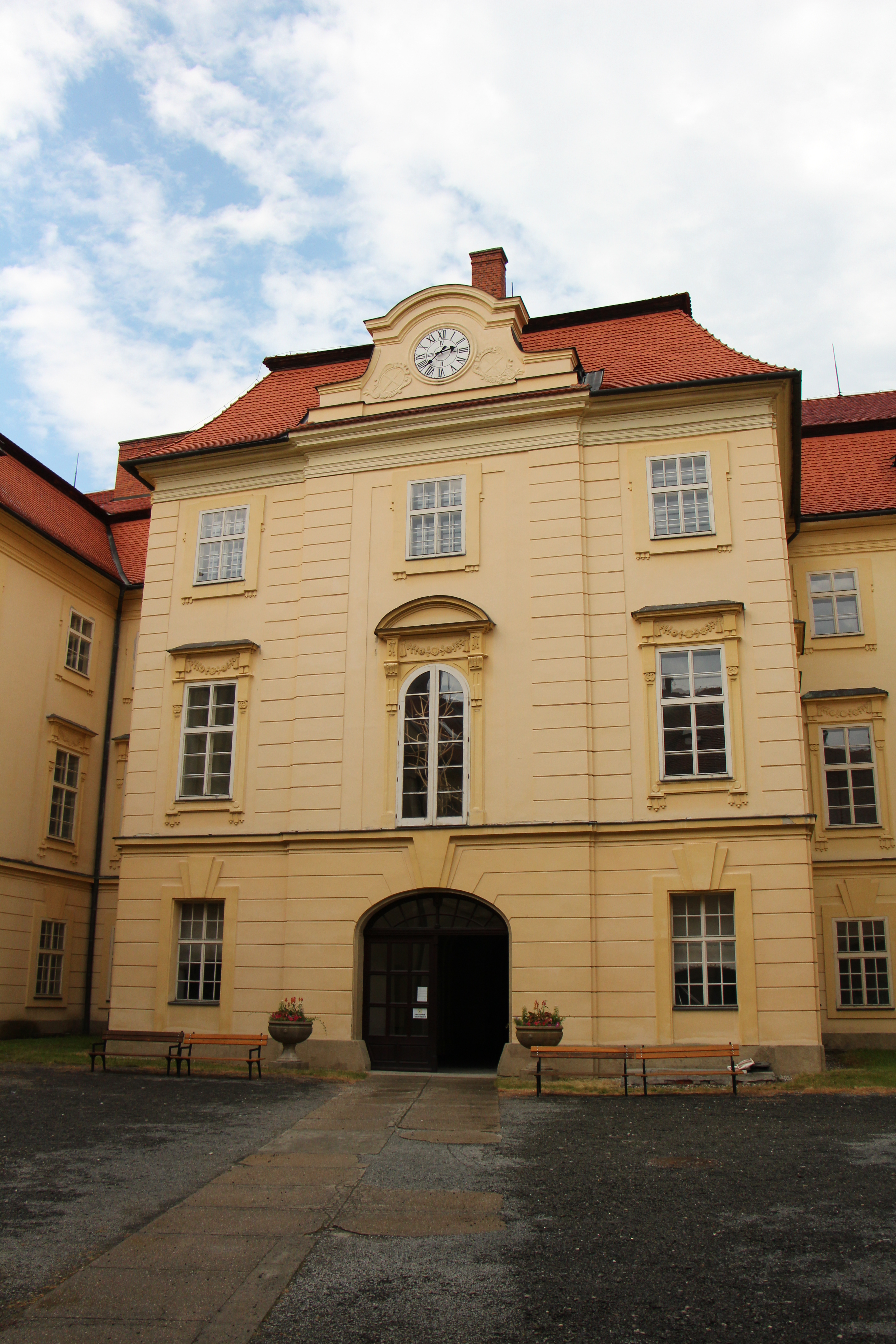
Castello di Bistritz

Gian Giacomo Leonardi Montelabate della Rovere si sposò il 3 marzo 1737 la contessa Maria Amalia Rottal, la seconda figlia maggiore del conte Franz Anton Rottal (1690-1762), con cui si estinse il genere nella linea maschile. Franz Anton Rottal lasciò sua figlia Maria Amalia il castello di Bistritz am Hostein. Non si sa perché Gian Giacomo, che proveniva dalla nobiltà di Pesares, venne in Moravia. Gian Giacomo fu allevato nel 1753 dall'arciduchessa Maria Teresa d'Austria nella sua veste di regina di Boemia nell'ordine baronale boemo. Nel 1760, la coppia Montelabate commissionò a Franz Anton Grimm l'ampliamento e il rinnovamento della loro residenza a Bistritz. Gian Giacomo Montelabate e Maria Amalia Rottal avevano tre figlie che si sposarono nell'aristocrazia austriaca e il figlio ed erede Francesco Antonio de Montelabate (1748–1804), con cui si estinse il genere nella linea maschile.

## Genalogia

### Pesaro-Urbino
1. Francesco di Stefano ⚭ Maddalena Borgogelli
  1. Giovan Giacomo Leonardi(1498–1562)
  2. Antenore (1501–1581)
    1. Francesco Maria
      1. Giovan Giacomo II (1564–1639) ⚭ Eleonora Mamiani Della Rovere
        1. Francesco Maria II. (1595–1636)
          1. Francesco Maria III (1637–1704) Leonardi della Rovere Montelabate ⚭ Beatrice Traviera
            1. Giacomo Leonardi della Rovere Montelabate (1656–1687) ⚭ Margerita Santinella Contessa della Medola
              1. Ippolito Leonardi della Rovere Montelabate (1685–1745) ⚭ Catherina Contessa Bianchelli
                1. Gian Giacomo Leonardi Montelabate della Rovere (1710–1795)

### Moravia
1. Gian Giacomo Leonardi Montelabate della Rovere (1710–1795) ⚭ Maria Amalia Rottal (1719–1798)
  1. Walburga Gräfin Montelabate (1737–1787) ⚭ Leopold Graf Lamberg (* 1732)
  2. Genoveva Gräfin Montelabate (1741–1810) 1. ⚭ 1764 August Emanuel Graf Wengersky (1727–1768) 2.⚭ Graf Johann Ferdinand Fünfkirchen.
    1. Johann Graf Wengersky-Montelabate (1764–1827)
    2. Amalia Gräfin Fünfkirchen (* 12 marzo 1776) ⚭ Alexander Freiherr von Loudon

  3. Francesco Antonia Montelabate (1748–1804)
  4. Maria Theresia Gräfin Montelabate (* 1751) ⚭ Johann Ludwig Josef von Cobenzl